# Maastricht Wildcats
Die Maastricht Wildcats sind eine niederländische American-Football-Mannschaft aus Maastricht.

## Geschichte
Gegründet wurden die Wildcats 1998 unter dem Namen Limburg Wildcats. Nach dem Erreichen des Tulip Bowls im Jahr 2001, den man gegen die Hilversum Hurricanes 6:7 verlor, brach das Team auseinander und wurde 2002 unter dem Namen Maastricht Wildcats neu gegründet. Nach dem Neubeginn in der dritten Liga schafften die Wildcats 2004 und 2005 jeweils den Aufstieg und spielen seit 2006 wieder in der höchsten niederländischen Liga. 2007 feierten die Wildcats ihren bisher größten Erfolg mit dem Sieg im Tulip Bowl. Im Endspiel konnte der Abonnementmeister Amsterdam Crusaders mit 25:16 besiegt werden. Auch 2008 trafen die Wildcats im Endspiel auf die Crusaders, verloren aber mit 8:20. In der Saison 2010 stand erneut eine Endspielniederlage gegen die Crusaders als Resultat. Ein Jahr später trafen die Wildcats bereits im Halbfinale auf die Crusaders und konnten endlich wieder einen Sieg gegen den Serienmeister feiern. Im Finale bezwangen sie dann die Alphen Eagles und feierten ihre zweiten Meisterschaft.
Die Jugendmannschaft der Wildcats konnte 2002 die Meisterschaft erringen.